# Jerry Dammers
Jerry Dammers, född Jeremy David Hounsell Dammers 22 maj 1955 i Utakamand, Indien, är en brittisk musiker, känd som grundare och keyboardspelare i skabandet The Specials (tidigare The Special AKA).
Dammers startade också skivbolaget 2 Tone Records, som blev starten för den populära "andra ska-vågen" i slutet på 1970- och början på 1980-talet. Han blev en välkänd apartheid-motståndare, bland annat skrev han "Free Nelson Mandela" och organiserade konserten Nelson Mandela 70th Birthday Tribute, som sändes över hela världen från Londons Wembley Stadium den 11 juni 1988. Samma år spelade han keyboard på det tillfälligt återförenade Madness singel "I Pronounce You".
Dammers har förlorat mycket av sin stjärnstatus på senare år, mycket på grund av att han fått tinnitus och därför haft svårt att skriva låtar, men han DJ:ar fortfarande på engelska klubbar.